# Forsterygion nigripenne
La especie Forsterygion nigripenne es un pez marino, perteneciente a la familia de los tripterigíidos (“blénidos trescolas”).

## Hábitat natural
Se distribuye endémico de las islas de Nueva Zelanda, donde habita demersal en la costa, preferiblemente en agua salobre de la zona rocosa de estuarios de los ríos, penetrando unos tres kilómetros río arriba, solamente hasta donde alcanza la influencia de las mareas. Otras especies de su familia son estrictamete marinos, por lo que es característico de esta especie su hábito de colonizar los ríos. A pesar de vivir en un área de poca extensión, su conservación se califica como de "preocupación menor" porque en la zona de bastante común.

## Morfología
Los adultos son típicamente de 8 a 10 cm de longitud, pero se han registrado una captura que alcanzó 15 cm. Tienen 24 a 27 espinas en la aleta dorsal y dos en la aleta anal, las espinas delanteras de la dorsal más altas que las posteriores.

## Comportamiento
Es un pez migrador. El desove se produce en primavera, cuando los machos establecen territorios, los huevos son puestos en los objetos sólidos y el nido está custodiado por los machos, entre 0 y 3 metros de profundidad. Los huevos son hemisféricos y cubiertos con numerosos hilos pegajosos que los ancla en las algas en los sitios de anidación.